# 本多政重
本多 政重（ほんだ まさしげ）は、安土桃山時代から江戸時代前期にかけての武将。本多正信の次男。子に榎本藩第2代藩主・本多政遂など。

## 生涯
天正8年（1580年）、徳川家の家臣・本多正信の次男として生まれる。
天正19年（1591年）、徳川家の家臣・倉橋長右衛門の養子となる。しかし慶長2年（1597年）に徳川秀忠の乳母大姥局の息子・川村荘八（岡部荘八）を諍いの末、斬り殺して出奔した。この一件では、朋友の戸田為春が加担していたという。出奔後は大谷吉継の家臣となり、その後、宇喜多秀家の家臣となって2万石を与えられ正木左兵衛と称した。
慶長5年（1600年）の関ヶ原の戦いでは宇喜多軍の一翼を担って西軍側として奮戦したが、西軍が敗れたために逃走、近江堅田へ隠棲した。西軍ではあったが罪には問われなかった。その後、福島正則に仕えたがすぐに辞去し、次に前田利長に3万石もの高禄で召し抱えられた。しかし慶長8年（1603年）前田家を離れた。
この頃、父・正信への接近を図っていた上杉景勝の重臣・直江兼続は、慶長9年（1604年）閏8月政重を婿養子に迎え、兼続の娘・於松を娶り、景勝の偏諱を受け直江大和守勝吉と称した。兼続は勝吉に幕府権力と結びついて上杉家を取り仕切る役割、実子の平八景明には江戸における対幕府交渉の役割を期待し「直江体制」の維持・強化を図ろうとしていた。慶長10年（1605年）8月17日に於松が病死したが、養子縁組は継続され、慶長14年（1609年）に兼続は弟・大国実頼の娘・阿虎を更に養女にして嫁がせた（実頼は兼続が政重を養子に迎えることに反対し、阿虎を迎えに来た兼続の家臣を斬殺して出奔していた）。しかし、慶長14年5月末から7月初旬までの間に本多安房守政重と改名、慶長16年（1611年）に上杉家を出奔し、武蔵国岩槻に潜伏した。慶長17年（1612年）に藤堂高虎の取りなしで前田家に「帰参」して3万石を拝領し、家老としてまだ年若い前田利常（利長の弟）の補佐にあたった。妻の阿虎は加賀にいる政重の許へ呼び寄せられたが、この時に本庄長房（政重以前の兼続の養子、後上杉家へ帰参）、篠井重則ら20〜30名がこれに従って政重に仕えた。加賀本多家中の一部に越後、出羽出身者が存在するのはこのためである。
その後、慶長18年（1613年）、前田家が江戸幕府から越中国の返上を迫られるとこれを撤回させ、その功により更に2万石を加増され5万石となった。加賀藩が幕府に反逆の疑いをかけられた際には、江戸に赴いて懸命に釈明することで懲罰を回避し、この功績を賞されてさらに2万石を加増された。慶長19年（1614年）冬からの大坂の陣にも従軍したが、真田信繁に真田丸に誘い込まれた末に敗れ、信繁に名を成さしめた。この敗戦の後に兄・本多正純の命を受け、真田信尹（徳川家康旗本・信繁の叔父）と連携して信繁調略に当たるが成功しなかった。慶長20年（1615年）閏6月3日、従五位下・安房守に叙任された。
寛永4年（1627年）4月20日、嫡男の政次が18歳で死去し、6月10日には正室の阿虎も死去した。同年、西洞院時直の娘と再婚する。その後、前田光高、前田綱紀に至るまで家老として補佐にあたった。正保4年（1647年）3月、病を理由に隠居して大夢と号し、五男の政長に家督を譲り、同年6月3日に死去した。享年68。辞世の句は「ひとたつと うちつくる下に 何も無し おもへばおもふ 夢もまた夢」。

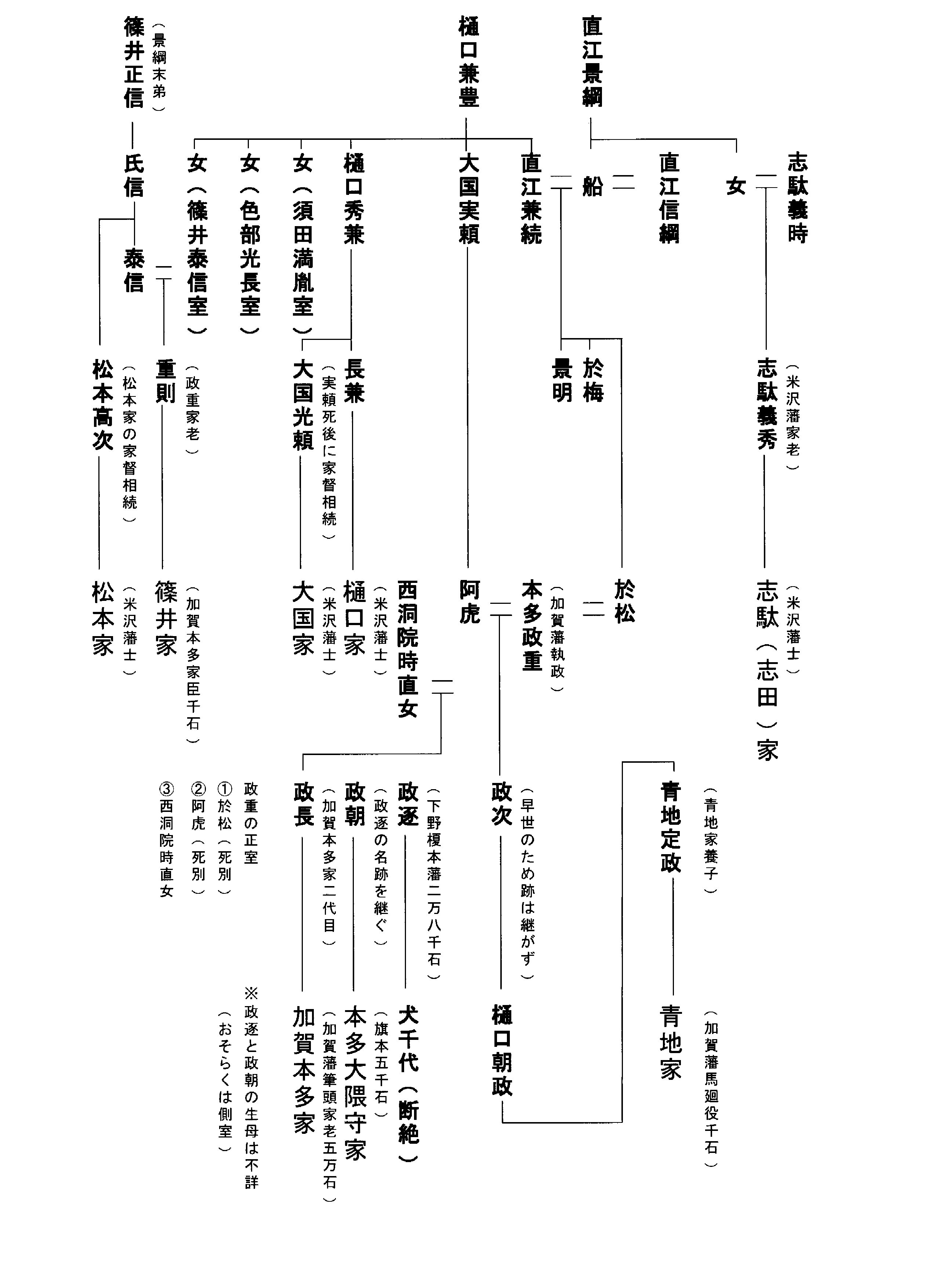
本多政重、直江氏関連系図

長男の政次の子、樋口朝政は叔父の政長に仕え、その子定政は加賀藩馬廻役、青地家（1000石）に養子入りした。定政の子の青地礼幹は室鳩巣の門弟でもある儒学者として知られ、著作として『可観小説』を残した。次男政遂は叔父の下野榎本藩主本多忠純（本多大隅守家）に養子入りしたが早世し、政遂の子（犬千代）もまた夭折したため、政遂の弟の政朝が直参旗本に取り立てられ、本多大隅守家の家名を継いだ。また、他の息子に戸田家侍女との間に生まれたという戸田政勝がいる。